# Хакетстаун (Њу Џерзи)
Хакетстаун (енгл. Hackettstown) град је у америчкој савезној држави Њу Џерзи. По попису становништва из 2010. у њему је живело 9.724 становника.

## Демографија
Према попису становништва из 2010. у граду је живело 9.724 становника, што је 679 (6,5%) становника мање него 2000. године.
| Група             | 2000.         | 2010.         |
| Белци             | 8.814 (84,7%) | 7.407 (76,2%) |
| Афроамериканци    | 227 (2,2%)    | 239 (2,5%)    |
| Азијати           | 303 (2,9%)    | 483 (5,0%)    |
| Хиспаноамериканци | 833 (8,0%)    | 1.474 (15,2%) |
| Укупно            | 10.403        | 9.724         |